# Australië op de Olympische Winterspelen 2022
Australië was een van de deelnemende landen aan de Olympische Winterspelen 2022 in Peking, China.

## Medailleoverzicht
| Sport          | Olympiër(s)      | Onderdeel      | Medaille |
| -------------- | ---------------- | -------------- | -------- |
| Freestyleskiën | Jakara Anthony   | moguls (v)     | Goud     |
| Snowboarden    | Scotty James     | halfpipe (m)   | Zilver   |
| Skeleton       | Jaclyn Narracott | vrouwen        | Zilver   |
| Snowboarden    | Tess Coady       | slopestyle (v) | Brons    |

## Deelnemers en resultaten
(m) = mannen, (v) = vrouwen 

### Alpineskiën
Mannen
| Naam                 | Onderdeel    | 1e run  | 1e run | 2e run         | 2e run         | Totaal         | Totaal         |
| Naam                 | Onderdeel    | Tijd    | Rang   | Tijd           | Rang           | Tijd           | Rang           |
| -------------------- | ------------ | ------- | ------ | -------------- | -------------- | -------------- | -------------- |
| Louis Muhlen-Schulte | Reuzenslalom | 1:08,44 | 32     | 1:10,01        | 21             | 2:18,48        | 23             |
| Louis Muhlen-Schulte | Slalom       | DNF     | DNF    | niet geplaatst | niet geplaatst | niet geplaatst | niet geplaatst |

Vrouwen
| Naam         | Onderdeel  | 1e run  | 1e run | 2e run  | 2e run | Totaal  | Totaal |
| Naam         | Onderdeel  | Tijd    | Rang   | Tijd    | Rang   | Tijd    | Rang   |
| ------------ | ---------- | ------- | ------ | ------- | ------ | ------- | ------ |
| Katie Parker | Slalom     | DNF     | DNF    | DNF     | DNF    | DNF     | DNF    |
| Greta Small  | Afdaling   | n.v.t.  | n.v.t. | n.v.t.  | n.v.t. | 1:36,53 | 26     |
| Greta Small  | Super G    | n.v.t.  | n.v.t. | n.v.t.  | n.v.t. | 1:16,97 | 31     |
| Greta Small  | Combinatie | 1:34,38 | 18     | 1:00,17 | 13     | 2:34,55 | 13     |

### Bobsleeën
| Naam                         | Onderdeel   | Run 1   | Run 1 | Run 2   | Run 2 | Run 3   | Run 3 | Run 4   | Run 4 | Totaal  | Totaal |
| Naam                         | Onderdeel   | Tijd    | Rang  | Tijd    | Rang  | Tijd    | Rang  | Tijd    | Rang  | Tijd    | Rang   |
| ---------------------------- | ----------- | ------- | ----- | ------- | ----- | ------- | ----- | ------- | ----- | ------- | ------ |
| Bree Walker                  | Monobob (v) | 1:05,55 | 10    | 1:05,54 | 6     | 1:05,16 | 2     | 1:05,21 | 2     | 4:21,46 | 5      |
| Bree Walker Kiara Reddingius | Tweemansbob | 1:01,98 | 15    | 1:02,11 | 11    | 1:02,04 | 11    | 1:02,51 | 20    | 4:08,64 | 16     |

### Curling
| Team                   | Onderdeel     | Groepsfase     | Groepsfase     | Groepsfase     | Groepsfase     | Groepsfase     | Groepsfase     | Groepsfase     | Groepsfase     | Groepsfase     | Groepsfase | Tiebreaker     | Halve finale   | Finale / BM    | Finale / BM |
| Team                   | Onderdeel     | Opponent Score | Opponent Score | Opponent Score | Opponent Score | Opponent Score | Opponent Score | Opponent Score | Opponent Score | Opponent Score | Rang       | Opponent Score | Opponent Score | Opponent Score | Rang        |
| ---------------------- | ------------- | -------------- | -------------- | -------------- | -------------- | -------------- | -------------- | -------------- | -------------- | -------------- | ---------- | -------------- | -------------- | -------------- | ----------- |
| Tahli Gill Dean Hewitt | Gemengddubbel | USA 5 – 6      | CHN 5 – 6      | CZE 2 – 8      | SWE 6 – 7      | GBR 8 – 9      | NOR 4 – 10     | ITA 3 – 7      | SUI 9 - 6      | CAN 10 - 8     | 10         | --             | --             | --             | --          |

### Freestyleskiën
Aerials
| Gabi Ash       | Vrouwen | 77,17  | 17 | 80,04 | 8   | niet geplaatst | niet geplaatst | niet geplaatst | 14 |
| Laura Peel     | Vrouwen | 104,54 | 1  | bye   | bye | 100,02         | 4              | 78,56          | 5  |
| Danielle Scott | Vrouwen | 96,23  | 4  | bye   | bye | 71,23          | 10             | niet gepl.     | 10 |

Freestyle
| Naam         | Onderdeel      | Kwalificatie | Kwalificatie | Kwalificatie | Kwalificatie | Finale         | Finale         | Finale         | Finale         | Finale         |
| Naam         | Onderdeel      | Run 1        | Run 2        | Beste        | Rang         | Run 1          | Run 2          | Run 3          | Beste          | Rang           |
| ------------ | -------------- | ------------ | ------------ | ------------ | ------------ | -------------- | -------------- | -------------- | -------------- | -------------- |
| Abi Harrigan | Slopestyle (v) | 16,10        | 26,31        | 26,31        | 26           | niet geplaatst | niet geplaatst | niet geplaatst | niet geplaatst | niet geplaatst |

Moguls
| Naam           | Onderdeel | Kwalificatie | Kwalificatie | Kwalificatie | Kwalificatie | Kwalificatie | Kwalificatie | Kwalificatie | Kwalificatie | Finale         | Finale         | Finale         | Finale         | Finale         | Finale         | Finale         | Finale         | Finale         | Finale         | Finale         | Finale         |
| Naam           | Onderdeel | Run 1        | Run 1        | Run 1        | Run 1        | Run 2        | Run 2        | Run 2        | Run 2        | Run 1          | Run 1          | Run 1          | Run 1          | Run 2          | Run 2          | Run 2          | Run 2          | Run 3          | Run 3          | Run 3          | Run 3          |
| Naam           | Onderdeel | Tijd         | Score        | Totaal       | Rang         | Tijd         | Score        | Totaal       | Rang         | Tijd           | Score          | Totaal         | Rang           | Tijd           | Score          | Totaal         | Rang           | Tijd           | Score          | Totaal         | Rang           |
| -------------- | --------- | ------------ | ------------ | ------------ | ------------ | ------------ | ------------ | ------------ | ------------ | -------------- | -------------- | -------------- | -------------- | -------------- | -------------- | -------------- | -------------- | -------------- | -------------- | -------------- | -------------- |
| Matt Graham    | Mannen    | DNF          | DNF          | DNF          | DNF          | 23,97        | 48,74        | 65,13        | 19           | niet geplaatst | niet geplaatst | niet geplaatst | niet geplaatst | niet geplaatst | niet geplaatst | niet geplaatst | niet geplaatst | niet geplaatst | niet geplaatst | niet geplaatst | 29             |
| James Matheson | Mannen    | 26,10        | 58,28        | 71,86        | 20           | 25,76        | 59,17        | 73,20        | 14           | niet geplaatst | niet geplaatst | niet geplaatst | niet geplaatst | niet geplaatst | niet geplaatst | niet geplaatst | niet geplaatst | niet geplaatst | niet geplaatst | niet geplaatst | 24             |
| Brodie Summers | Mannen    | 24,46        | 59,92        | 75,66        | 11           | 24,71        | 62,72        | 77,93        | 2            | 24,40          | 60,13          | 76,15          | 12             | 24,47          | 59,27          | 75,00          | 10             | niet geplaatst | niet geplaatst | niet geplaatst | 10             |
| Cooper Woods   | Mannen    | 26,45        | 61,53        | 74,65        | 14           | 24,01        | 60,40        | 76,74        | 4            | 24,19          | 61,48          | 77,58          | 7              | 25,02          | 62,21          | 77,22          | 5              | 25,01          | 63,86          | 78,88          | 6              |
| Jakara Anthony | Vrouwen   | 27,96        | 67,26        | 83,75        | 1            | bye          | bye          | bye          | bye          | 27,70          | 65,13          | 81,91          | 1              | 27,82          | 64,64          | 81,29          | 1              | 27,63          | 66,43          | 83,09          | Goud           |
| Sophie Ash     | Vrouwen   | 30,39        | 55,61        | 69,36        | 13           | 30,12        | 58,14        | 72,20        | 3            | 30,57          | 56,92          | 70,47          | 16             | niet geplaatst | niet geplaatst | niet geplaatst | niet geplaatst | niet geplaatst | niet geplaatst | niet geplaatst | 16             |
| Britteny Cox   | Vrouwen   | 29,86        | 57,91        | 72,26        | 9            | bye          | bye          | bye          | bye          | 30,04          | 58,89          | 73,04          | 14             | niet geplaatst | niet geplaatst | niet geplaatst | niet geplaatst | niet geplaatst | niet geplaatst | niet geplaatst | 14             |
| Taylah O'Neill | Vrouwen   | DNF          | DNF          | DNF          | DNF          | DNS          | DNS          | DNS          | DNS          | niet geplaatst | niet geplaatst | niet geplaatst | niet geplaatst | niet geplaatst | niet geplaatst | niet geplaatst | niet geplaatst | niet geplaatst | niet geplaatst | niet geplaatst | niet geplaatst |

Skicross
| Naam             | Onderdeel | Plaatsingsronde | Plaatsingsronde | Achtste finale | Kwartfinale | Halve finale | Finale | Finale |
| Naam             | Onderdeel | Run 1           | Run 1           | Achtste finale | Kwartfinale | Halve finale | Finale | Finale |
| Naam             | Onderdeel | Tijd            | Rang            | Plaats         | Plaats      | Plaats       | Plaats | Rang   |
| ---------------- | --------- | --------------- | --------------- | -------------- | ----------- | ------------ | ------ | ------ |
| Sami Kennedy-Sim | Vrouwen   | 1:19,14         | 11              | 1              | 1           | 4            | 4      | 8      |

### Kunstrijden
| Naam           | Onderdeel | KK    | KK   | VK             | VK             | Totaal         | Totaal         |
| Naam           | Onderdeel | Score | Rang | Score          | Rang           | Score          | Rang           |
| -------------- | --------- | ----- | ---- | -------------- | -------------- | -------------- | -------------- |
| Brendan Kerry  | Mannen    | 84,79 | 17   | 160,01         | 16             | 244,80         | 17             |
| Kailani Craine | Vrouwen   | 49,93 | 29   | niet geplaatst | niet geplaatst | niet geplaatst | niet geplaatst |

### Langlaufen
Lange afstanden
Mannen
| Naam               | Onderdeel             | Uitslag    | Uitslag |
| Naam               | Onderdeel             | Tijd       | Rang    |
| ------------------ | --------------------- | ---------- | ------- |
| Phillip Bellingham | 15 km klassieke stijl | 44:46,8    | 75      |
| Phillip Bellingham | 30 km skiatlon        | LAP        | 65      |
| Phillip Bellingham | 50 km vrije stijl     | 1:23:03,8  | 53      |
| Seve de Campo      | 15 km klassieke stijl | 44:21,2    | 72      |
| Seve de Campo      | 30 km skiatlon        | LAP        | 61      |
| Seve de Campo      | 50 km vrije stijl     | 1:21:02,54 | 51      |
| Hugo Hinckfuss     | 15 km klassieke stijl | 46:05,9    | 81      |
| Lars Young Vik     | 15 km klassieke stijl | 44:50,6    | 76      |

Vrouwen
| Naam           | Onderdeel             | Uitslag   | Uitslag |
| Naam           | Onderdeel             | Tijd      | Rang    |
| -------------- | --------------------- | --------- | ------- |
| Casey Wright   | 10 km klassieke stijl | 33:31,1   | 67      |
| Casey Wright   | 30 km vrije stijl     | 1:44:19,9 | 56      |
| Jessica Yeaton | 10 km klassieke stijl | 31:54,6   | 51      |
| Jessica Yeaton | 15 km skiatlon        | 48:54,0   | 31      |
| Jessica Yeaton | 30 km vrije stijl     | 1:37:06,1 | 43      |

Sprint
Mannen
| Naam                             | Onderdeel  | Kwalificatie | Kwalificatie | Kwartfinales   | Kwartfinales   | Halve finales  | Halve finales  | Finale         | Finale         |
| Naam                             | Onderdeel  | Tijd         | Rang         | Tijd           | Rang           | Tijd           | Rang           | Tijd           | Rang           |
| -------------------------------- | ---------- | ------------ | ------------ | -------------- | -------------- | -------------- | -------------- | -------------- | -------------- |
| Phillip Bellingham               | Sprint     | 3:01,57      | 50           | niet geplaatst | niet geplaatst | niet geplaatst | niet geplaatst | niet geplaatst | niet geplaatst |
| Seve de Campo                    | Sprint     | 3:04,81      | 63           | niet geplaatst | niet geplaatst | niet geplaatst | niet geplaatst | niet geplaatst | niet geplaatst |
| Hugo Hinckfuss                   | Sprint     | 3:04,44      | 61           | niet geplaatst | niet geplaatst | niet geplaatst | niet geplaatst | niet geplaatst | niet geplaatst |
| Lars Young Vik                   | Sprint     | 3:02,52      | 55           | niet geplaatst | niet geplaatst | niet geplaatst | niet geplaatst | niet geplaatst | niet geplaatst |
| Phillip Bellingham Seve de Campo | Teamsprint | n.v.t.       | n.v.t.       | n.v.t.         | n.v.t.         | 21:17,35       | 11             | niet gepl.     | 22             |

Vrouwen
| Naam                        | Onderdeel  | Kwalificatie | Kwalificatie | Kwartfinales   | Kwartfinales   | Halve finales  | Halve finales  | Finale         | Finale         |
| Naam                        | Onderdeel  | Tijd         | Rang         | Tijd           | Rang           | Tijd           | Rang           | Tijd           | Rang           |
| --------------------------- | ---------- | ------------ | ------------ | -------------- | -------------- | -------------- | -------------- | -------------- | -------------- |
| Casey Wright                | Sprint     | 3:39,22      | 65           | niet geplaatst | niet geplaatst | niet geplaatst | niet geplaatst | niet geplaatst | niet geplaatst |
| Jessica Yeaton              | Sprint     | 3:32,85      | 52           | niet geplaatst | niet geplaatst | niet geplaatst | niet geplaatst | niet geplaatst | niet geplaatst |
| Casey Wright Jessica Yeaton | Teamsprint | n.v.t.       | n.v.t.       | n.v.t.         | n.v.t.         | 25:13,4        | 8              | niet gepl.     | 16             |

### Rodelen
Individueel
| Naam               | Onderdeel | Run 1  | Run 1 | Run 2  | Run 2 | Run 3  | Run 3 | Run 4  | Run 4 | Totaal   | Totaal |
| Naam               | Onderdeel | Tijd   | Rang  | Tijd   | Rang  | Tijd   | Rang  | Tijd   | Rang  | Tijd     | Rang   |
| ------------------ | --------- | ------ | ----- | ------ | ----- | ------ | ----- | ------ | ----- | -------- | ------ |
| Alexander Ferlazzo | Mannen    | 58,216 | 19    | 58,994 | 24    | 58,122 | 16    | 57,887 | 12    | 3:53,219 | 16     |

### Shorttrack
| Naam          | Onderdeel  | Series   | Series | Kwartfinale    | Kwartfinale    | Halve finale   | Halve finale   | Finale         | Finale |
| Naam          | Onderdeel  | Tijd     | Rang   | Tijd           | Rang           | Tijd           | Rang           | Tijd           | Rang   |
| ------------- | ---------- | -------- | ------ | -------------- | -------------- | -------------- | -------------- | -------------- | ------ |
| Brendan Corey | 500 m (m)  | 41,097   | 3      | niet geplaatst | niet geplaatst | niet geplaatst | niet geplaatst | niet geplaatst | 21     |
| Brendan Corey | 1000 m (m) | 1:23,908 | 2      | DSQ            | DSQ            | niet geplaatst | niet geplaatst | niet geplaatst | 15     |

### Skeleton
| Naam             | Onderdeel | Run 1   | Run 1 | Run 2   | Run 2 | Run 3   | Run 3 | Run 4      | Run 4      | Totaal  | Totaal |
| Naam             | Onderdeel | Tijd    | Rang  | Tijd    | Rang  | Tijd    | Rang  | Tijd       | Rang       | Tijd    | Rang   |
| ---------------- | --------- | ------- | ----- | ------- | ----- | ------- | ----- | ---------- | ---------- | ------- | ------ |
| Nick Timmings    | Mannen    | 1:03,76 | 25    | 1:02,83 | 24    | 1:01,78 | 20    | niet gepl. | niet gepl. | 3:08,37 | 25     |
| Jaclyn Narracott | Vrouwen   | 1:02,05 | 2     | 1:02,29 | 3     | 1:01,79 | 3     | 1:02,11    | 4          | 4:08,24 | Zilver |

### Snowboarden
Freestyle
| Naam             | Onderdeel      | Kwalificatie | Kwalificatie | Kwalificatie | Kwalificatie | Kwalificatie | Finale         | Finale         | Finale         | Finale         | Finale         |
| Naam             | Onderdeel      | Run 1        | Run 2        | Run 3        | Beste        | Rang         | Run 1          | Run 2          | Run 3          | Beste          | Rang           |
| ---------------- | -------------- | ------------ | ------------ | ------------ | ------------ | ------------ | -------------- | -------------- | -------------- | -------------- | -------------- |
| Matthew Cox      | Big air (m)    | 56,25        | 19,00        | 13,75        | 70,00        | 28           | niet geplaatst | niet geplaatst | niet geplaatst | niet geplaatst | niet geplaatst |
| Matthew Cox      | Slopestyle (m) | 34,46        | 39,98        | n.v.t.       | 39,98        | 26           | niet geplaatst | niet geplaatst | niet geplaatst | niet geplaatst | niet geplaatst |
| Valentino Guseli | Halfpipe (m)   | 31,75        | 85,75        | n.v.t.       | 85,75        | 5            | 75,75          | 79,75          | 79,75          | 79,75          | 6              |
| Scotty James     | Halfpipe (m)   | 88,25        | 91,25        | n.v.t.       | 91,25        | 2            | 16,50          | 92.50          | 47,75          | 92,50          | Zilver         |
| Emily Arthur     | Halfpipe (v)   | 62,50        | 19,75        | n.v.t.       | 62,50        | 14           | niet geplaatst | niet geplaatst | niet geplaatst | niet geplaatst | niet geplaatst |
| Tess Coady       | Big air (v)    | 74,00        | 54,75        | 62,25        | 136,25       | 7            | 85,00          | 29,75          | 8,50           | 114,75         | 9              |
| Tess Coady       | Slopestyle (v) | 55,98        | 71,13        | n.v.t.       | 71,13        | 8            | 82,68          | 55,98          | 84,15          | 84,15          | Brons          |

Snowboardcross
| Naam                           | Onderdeel | Plaatsingsronde | Plaatsingsronde | Achtste finale | Kwartfinale    | Halve finale   | Finale         | Finale |
| Naam                           | Onderdeel | Tijd            | Rang            | Plaats         | Plaats         | Plaats         | Plaats         | Rang   |
| ------------------------------ | --------- | --------------- | --------------- | -------------- | -------------- | -------------- | -------------- | ------ |
| Cameron Bolton                 | Mannen    | 1:17,92         | 8               | 1              | 4              | niet geplaatst | niet geplaatst | 13     |
| Adam Dickson                   | Mannen    | 1:18,56         | 15              | 3              | niet geplaatst | niet geplaatst | niet geplaatst | 21     |
| Jarryd Hughes                  | Mannen    | 1:20,48         | 28              | 4              | niet geplaatst | niet geplaatst | niet geplaatst | 29     |
| Adam Lambert                   | Mannen    | 1:17,56         | 17              | 3              | niet geplaatst | niet geplaatst | niet geplaatst | 22     |
| Josie Baff                     | Vrouwen   | 1:25,11         | 14              | 3              | niet geplaatst | niet geplaatst | niet geplaatst | 18     |
| Belle Brockhoff                | Vrouwen   | 1:24,72         | 18              | 2              | 2              | 2              | 4              | 4      |
| Cameron Bolton Belle Brockhoff | Gemengd   | n.v.t.          | n.v.t.          | n.v.t.         | 3              | niet geplaatst | niet geplaatst | =9     |
| Adam Lambert Josie Baff        | Gemengd   | n.v.t.          | n.v.t.          | n.v.t.         | 4              | niet geplaatst | niet geplaatst | =13    |